# Чувашский Елтан
Чувашский Елтан (тат. Чуаш Ялтаны, чув. Чӑваш Ялттанӗ) — село в Чистопольском районе Татарстана. Административный центр Чувашско-Елтанского сельского поселения.

## География
Находится в центральной части Татарстана на расстоянии приблизительно 29 км по прямой на юг от районного центра города Чистополь у речки Малый Черемшан.

## История
Основано в начале XVIII века. Упоминалось также как Нарат Илга, Елтан. В советское время работали колхозы «Торна Саз», им. Ворошилова, им. Ленина, совхоз «Искра», позже СПК «Колос».
По сведениям переписи 1897 года, в деревне Нарат-Илга Елтань (Чувашская Елтань) Чистопольского уезда Казанской губернии жили 696 человек (355 мужчин и 341 женщина), из них 561 православный, 135 мусульман.

## Население
Постоянных жителей было: в 1782 году — 94 души мужского пола, в 1859 — 464, в 1897 — 716, в 1908 — 747, в 1920 — 974, в 1926 — 662, в 1938 — 738, в 1949 — 539, в 1958 — 583, в 1970 — 755, в 1979 — 624, в 1989 — 456, в 2002 — 445 (татары 92 %, вместе с кряшенами), 371 — в 2010. По местным данным, в селе в 2012 году из 403 учтенных жителей 55 % составляли кряшены, 10 % чуваши, 30 % татары, 2 % русские.